# Kaibito
Kaibito (navaho Kʼaiʼbiiʼtó) és una concentració de població designada pel cens dels Estats Units a l'estat d'Arizona. Segons el cens del 2000 tenia 1.607 habitants.

## Demografia
Segons el cens del 2000, Kaibito tenia 1.607 habitants, 333 habitatges, i 302 famílies La densitat de població era de 38,9 habitants/km².
Dels 333 habitatges en un 68,2% hi vivien nens de menys de 18 anys, en un 65,8% hi vivien parelles casades, en un 21,3% dones solteres, i en un 9,3% no eren unitats familiars. En el 8,7% dels habitatges hi vivien persones soles el 2,7% de les quals corresponia a persones de 65 anys o més que vivien soles. El nombre mitjà de persones vivint en cada habitatge era de 4,83 i el nombre mitjà de persones que vivien en cada família era de 5,17.
Per edats la població es repartia de la següent manera: un 49,3% tenia menys de 18 anys, un 11,1% entre 18 i 24, un 24,3% entre 25 i 44, un 12% de 45 a 60 i un 3,3% 65 anys o més.
L'edat mediana era de 18 anys. Per cada 100 dones de 18 o més anys hi havia 87,4 homes.
La renda mediana per habitatge era de 36.250 $ i la renda mediana per família de 41.016 $. Els homes tenien una renda mediana de 31.477 $ mentre que les dones 18.472 $. La renda per capita de la població era de 8.465 $. Aproximadament el 25,7% de les famílies i el 28,8% de la població estaven per davall del llindar de pobresa.
Segons el cens dels Estats Units del 2010 el 99,19% són nadius americans, el 0,37% blancs i el 0,06% afroamericans. El 0,12% de la població són hispànics.

## Poblacions més properes
El següent diagrama mostra les poblacions més properes.